# Słępy
Słępy (deutsch Schlömpen) ist ein Ort in der polnischen Woiwodschaft Ermland-Masuren und gehört zur Gmina Korsze (Stadt- und Landgemeinde Korschen) im Powiat Kętrzyński (Kreis Rastenburg).

## Geographische Lage
Słępy liegt auf der östlichen Seite der Zaine (polnisch Sajna) in der nördlichen Mitte der Woiwodschaft Ermland-Masuren. Bis zur Kreisstadt Kętrzyn (deutsch Rastenburg) sind es 23 Kilometer in südöstlicher Richtung.

## Geschichte
Das einstige Schlömpen bestand in seinem Ursprung aus mehreren kleinen Gehöften und hieß um 1414 Slunipen bzw. nach 1785 Schlempen. Als Landgemeinde wurde Schlömpen 1874 in den neu errichteten Amtsbezirk Prassen (polnisch Prosna) eingegliedert, der bis 1945 bestand und zum Kreis Rastenburg im Regierungsbezirk Königsberg in der preußischen Provinz Ostpreußen gehörte. Im Jahre 1910 zählt Schlömpen 52 Einwohner.
Schlömpen schloss sich am 30. September 1928 mit dem Gutsbezirk Bollendorf (polnisch Bykowo) zur neuen Landgemeinde Schlömpen zusammen. Die Einwohnerzahl belief sich 1933 auf 121 und 1939 auf 103.
Mit dem gesamten südlichen Ostpreußen wurde Schlömpen 1945 in Kriegsfolge an Polen überstellt und erhielt die polnische Namensform „Słępy“. Heute ist es eine Ortschaft im Verbund der Stadt- und Landgemeinde Korsze (Korschen) im Powiat Kętrzyński (Kreis Rastenburg), bis 1998 der Woiwodschaft Olsztyn, seither der Woiwodschaft Ermland-Masuren zugehörig.

## Kirche
Bis 1945 war Schlömpen in die evangelische Kirche Leunenburg (polnisch Sątoczno) in der Kirchenprovinz Ostpreußen der Kirche der Altpreußischen Union sowie in die katholische Kirche Sturmhübel (polnisch Grzęda) im Bistum Ermland eingepfarrt. Heute gehört Słępy zur katholischen Pfarrei Sątoczno im jetzigen Erzbistum Ermland. Die evangelischen Einwohner orientieren sich zur Pfarrei Kętrzyn (Rastenburg) mit den Filialkirchen Barciany (Barten) und Bartoszyce (Bartenstein) in der Diözese Masuren der Evangelisch-Augsburgischen Kirche in Polen.

## Verkehr
Słępy liegt an einer Landwegverbindung, die von Bykowo (Bollendorf) nach Giełpsz (Gelbsch) führt. Eine Anbindung an den Bahnverkehr besteht nicht.